# 浅草花やしきPresents ヤングシーザー杯 in 花やしき〜 act.2
浅草花やしきPresents ヤングシーザー杯 in 花やしき～ act.2（アサクサハナヤシキプレゼンツ ヤングシーザーハイ インハナヤシキ ~アクト2）は、シュートボクシングの大会の一つ。2016年6月18日、東京都台東区の花やしきで開催された。

## 大会概要
花やしきにて行われる大会は今回で4回目。
若手の育成と、本拠地エリアの活性化を目的として開催されている。
U16のトーナメントが開催された。

## 試合結果

### 本戦カード
第1試合 U16ヤングシーザー55kgトーナメント1回戦
○  日本 笠原友希 vs.  日本 中村龍登 ×
3R終了 判定2-0（30−29、29−29、30−29）
第2試合 U16ヤングシーザー55kgトーナメント1回戦
○  日本 上田一哉 vs.  日本 トキ☆ ×
3R終了 判定2-0（29−29、30−29、30−29）
第3試合 女子ミニマム級(48.0kg)　
○  日本 MIO vs.  日本 MISAKI ×
3R終了 判定3-0（30−28、30−28、30−27）
第4試合 U16ヤングシーザー55kgトーナメント決勝戦
○  日本 笠原友希 vs.  日本 上田一哉 ×
3R終了 判定3-0（29−27、30−27、30−28）